# Xarxa d'Habitants de Tòquio
Tokyo Seikatsusha Network (東京・生活者ネットワーク) és un partit polític japonès d'àmbit local radicat en Tòquio. El partit es va fundar l'any 1977, tot i que no participà en les eleccions a l'Assemblea Metropolitana de Tòquio fins a l'any 1993.
La formació política es va crear arra d'un moviment cooperatiu de consum, el Tokyo Seikatsu Club. El partit és de centre-esquerra i comparteix gran part de l'ideari amb el Partit Socialdemòcrata.

## Resultats electorals

### Assemblea Metropolitana de Tòquio
| Any  | Vots    | % vots (posició) | Diputats | +/- | Candidat |
| ---- | ------- | ---------------- | -------- | --- | -------- |
| 1993 | 76.784  | 1,65% (6)        | 3 / 128  | Nou |          |
| 1997 | 95.455  | 2,53% (5)        | 2 / 127  | 1   |          |
| 2001 | 137.489 | 2,87% (5)        | 6 / 127  | 4   |          |
| 2005 | 181.020 | 4,1% (5)         | 3 / 127  | 3   |          |
| 2009 | 110.497 | 1,96% (5)        | 2 / 127  | 1   |          |
| 2013 | 94.239  | 2,08% (6)        | 3 / 127  | 1   |          |
| 2017 | 69.929  | 1,25% (6)        | 1 / 127  | 1   |          |
| 2021 | 61.070  | 1,32% (7)        | 1 / 127  | =   |          |

### Eleccions municipals de Tòquio
S'ofereixen els resultats en regidors a tots els ajuntaments dels municipis i districtes on el partit té representació
| Any  | Regió                                    | Diputats   |
| ---- | ---------------------------------------- | ---------- |
| 2015 | 23 Barris, Tòquio Occidental i Nishitama | 42 / 1.518 |